# Бинди
Бинди (на хинди: बिंदी, точка) е червена точка, която се носи в центъра на челото, най-вече от индуски жени в Индия, Пакистан, Бангладеш, Непал и Шри Ланка. В индуизма, джаинизма и будизма е свързано с чакрата Аджня. Бинду е точката, около която се прави мандалата. Биндито има историческо и културно присъствие в региона на Голяма Индия.
Традиционно само омъжените жени носят бинди 